# Josef Rudolf
Josef Rudolf (6. ledna 1923 – 1991 Branišovice[zdroj⁠?!]) byl český a československý politik Komunistické strany Československa a poúnorový poslanec Národního shromáždění ČSSR, Sněmovny lidu Federálního shromáždění a České národní rady.

## Biografie
K roku 1968 se zmiňuje coby ředitel šlechtitelské stanice z volebního obvodu Miroslav, konkrétně šlechtitelské stanice v Branišovicích. Jeho manželka učila ve stejné vesnici na obecné škole.
Ve volbách roku 1964 byl zvolen za KSČ do Národního shromáždění ČSSR za Jihomoravský kraj. V Národním shromáždění zasedal až do konce volebního období parlamentu v roce 1968.
Po federalizaci Československa usedl roku 1969 do Sněmovny lidu Federálního shromáždění (volební obvod Miroslav), kde setrval konce volebního období parlamentu, tedy do voleb roku 1971. Ve stejné době zasedal i v České národní radě.
Zemřel v roce 1991 a je pohřben na hřbitově v Branišovicích.